# Sint-Jozefkerk (Beringe)

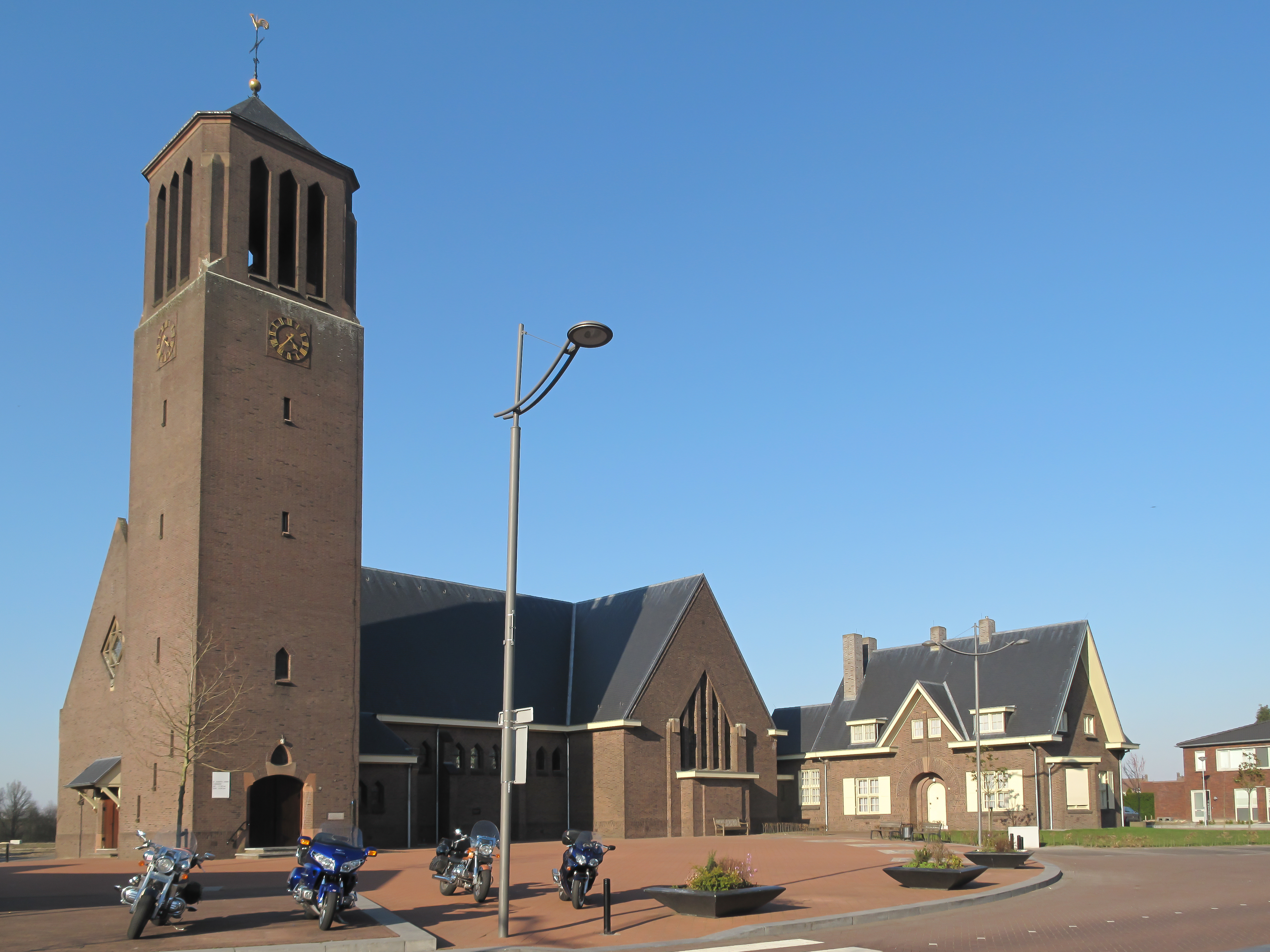
Sint-Jozefkerk

De Sint-Jozefkerk is de parochiekerk van Beringe, gelegen aan Kanaalstraat 90, gelegen in de Nederlandse gemeente Peel en Maas.

## Geschiedenis
In 1872 werd op de plaats van de huidige kerk een bedevaartkapel gebouwd ter ere van Onze-Lieve-Vrouw van het Heilig Hart. Hier mochten geen missen worden opgedragen, zodat de parochianen waren aangewezen op de kerk van Panningen, die drie kilometer ver lag. In 1916 verzocht men reeds om een eigen parochie, doch geld voor een kerk was er niet. In 1922 kon men een lagere school stichten. In 1929 werd een kerk gebouwd naar ontwerp van Joseph Franssen. Deze bakstenen kerk werd gebouwd met een verwijzing naar de Amsterdamse School.
In 1938 werd een Heilig Hartbeeld geplaatst bij de kerk.
Op 15 november 1944 werd de toren opgeblazen die op het schip viel. Ondanks de grote schade kon de kerk hersteld worden onder leiding van dezelfde architect die de kerk had ontworpen. In 1951 werd met de bouw begonnen, waarbij de kerk nog met twee traveeën werd vergroot. In 1952 werd de toren gebouwd en in 1953 werd de herstelde kerk ingewijd.

## Gebouw
Het betreft een georiënteerde bakstenen kruiskerk met aangebouwde toren. Er is gebruik gemaakt van strakke lijnen en vensters met driehoekige spits. De kerk wordt gedekt door een hoog zadeldak, dat met leien is bedekt. Het interieur van de kerk wordt gekenmerkt door spitsbogige houten spanten en een spitsbogige triomfboog in schoon metselwerk.
Op het kerkplein zijn kleurige mozaïeken te zien.